# 张修竹
张修竹（1916年3月16日—1996年7月9日），山东文登人，中华人民共和国政治人物，原中华人民共和国农垦部副部长，中华全国总工会原书记处书记，第二、三、四、五、六、七届全国政协委员。